# Большой Ацвеж
Большой Ацвеж — река в России, протекает в Котельничском районе Кировской области. Устье реки находится в 35 км по правому берегу реки Ацвеж. Длина реки составляет 10 км.
Исток реки в урочище Мокрецы в 20 км к северо-западу от Котельнича. Река течёт на юг, протекает деревни Жуковляне и Молосники. Ниже последней впадает в Ацвеж у моста ж/д Галич — Котельнич. Крупнейший приток — Рябовка (правый).

## Данные водного реестра
По данным государственного водного реестра России относится к Камскому бассейновому округу, водохозяйственный участок реки — Вятка от города Котельнич до водомерного поста посёлка городского типа Аркуль, речной подбассейн реки — Вятка. Речной бассейн реки — Кама.
По данным геоинформационной системы водохозяйственного районирования территории РФ, подготовленной Федеральным агентством водных ресурсов:
- Код водного объекта в государственном водном реестре — 10010300412111100036634
- Код по гидрологической изученности (ГИ) — 111103663
- Код бассейна — 10.01.03.004
- Номер тома по ГИ — 11
- Выпуск по ГИ — 1